# ستيفن سيش
ستيفن سيش (بالإنجليزية: Stephen Seche)‏ (مواليد 1952) دبلوماسي أمريكي، شغل منصب سفير الولايات المتحدة في اليمن من 2007 إلى سبتمبر 2010.

## السيرة الذاتية
ولد ستيفن سيش عام 1952. حصل على بكالوريوس في الصحافة من جامعة ماساتشوستس أمهيرست عام 1974. بعد أن عمل كصحفي لمدة أربع سنوات، التحق بالسلك الدبلوماسي عام 1978. من عام 1978 إلى عام 1985 كان دبلوماسيًا في غواتيمالا وبيرو وبوليفيا. وشغل منصب مسؤول المعلومات في سفارة الولايات المتحدة في أوتاوا في كندا من عام 1989 إلى عام 1993. من 1993 إلى 1997 شغل منصب الملحق الصحفي في سفارة الولايات المتحدة في الهند. درس اللغة العربية في المدرسة الميدانية في معهد الخدمة الخارجية بتونس لمدة عامين.